# Lac Gérin-Lajoie
Lac Gérin-Lajoie är en sjö i Kanada.   Den ligger i regionen Abitibi-Témiscamingue och provinsen Québec, i den sydöstra delen av landet, 300 km nordväst om huvudstaden Ottawa. Lac Gérin-Lajoie ligger 264 meter över havet. Arean är 1,6 kvadratkilometer. Den ligger vid sjön Lac Beaudry. Den sträcker sig 2,8 kilometer i nord-sydlig riktning, och 2,2 kilometer i öst-västlig riktning.
I omgivningarna runt Lac Gérin-Lajoie växer i huvudsak blandskog. Trakten runt Lac Gérin-Lajoie är nära nog obefolkad, med mindre än två invånare per kvadratkilometer.